# José Fernández Aguayo
José Fernández Aguayo, també acreditat com José F. Aguayo o José Aguayo (Madrid, 1911 – 11 de maig de 1999), va ser un director de fotografia espanyol.

## Biografia
Fill d'un fotògraf taurí ajuda al seu pare en el laboratori. La seva gran afició als toros li fa actuar com torero professional en més de 80 corregudes amb picadors, però el 1933 es retira, després de sofrir tres greus agafades i també per la seva escassa alçada. A partir d'aquest moment, que coincideix amb el de l'arribada del cinema sonor a Espanya, José Fernández Aguayo comença a treballar com a reporter gràfic especialitzat en corregudes. Aquesta especialització li permet fer un reportatge sobre el rodatge de Currito de la Cruz (1935), de Fernando Delgado - també va intervenir en la versió de 1949 de Luis Lucia)-; les seves fotografies li agraden al gran operador Heinrich Gärtner, un jueu alemany que arriba a Espanya fugint de la bogeria antisemita de l'III Reich, ho contracta com a ajudant i es converteix en un dels seus millors i més destacats deixebles. Durant la guerra civil, José Fernández Aguayo treballa com reporter per a la II República, la qual cosa li origina algunes dificultats en la postguerra per a incorporar-se al treball, però les depuracions en el terreny cinematogràfic són mínimes.

## Trajectòria
Debuta com a director de fotografia amb Castañuela (1945), de Ramón Torrado, i fins Las alegres chicas de Colsada (1983), de Rafael Gil, l'última, intervé en gairebé 120 pel·lícules. Destaca la seva àmplia col·laboració amb el director Juan de Orduña al principi de la postguerra, en títols mítics, com La Lola se va a los puertos (1947), Locura de amor (1948), El último cuplé (1957), alguns dels grans èxits del cinema espanyol. Així com amb el realitzador Rafael Gil en l'etapa final i menys interessant de la seva irregular carrera, en títols com ...y al tercer año resucitó (1980), De camisa vieja a chaqueta nueva (1982). Encara que les millors pel·lícules en les que col·labora José Fernández Aguayo són Maribel y la extraña familia (1960), de José María Forqué, basada en l'obra teatral homònima de Miguel Mihura; Mi calle (1960), l'última pel·lícula d'Edgar Neville, i la censurada El extraño viaje (1964), del polifacètic Fernando Fernán Gómez. No obstant això, la seva gran aportació al cinema espanyol és com a col·laborador de Luis Buñuel en dos de les seves obres mestres, dues de les poques pel·lícules que realitza en Espanya. En primer lloc, Viridiana (1961), l'única producció nacional guanyadora de la Palma d'Or del Festival de Cannes, en la qual Aguayo fa una excel·lent fotografia realista en blanc i negre. I després Tristana (1970), on aconsegueix unes perfectes tonalitats en color per a narrar les peculiars relacions entre el possessiu do Lope i la indefensa Tristanita.

## Premis
Medalles del Cercle d'Escriptors Cinematogràfics
| Any  | Categoria                  | Pel·lícula       | Resultat  |
| ---- | -------------------------- | ---------------- | --------- |
| 1948 | Millor fotografia          | Angustia         | Guanyador |
| 1950 | Millor fotografia          | Flor de lago     | Guanyador |
| 1957 | Millor fotografia en color | El último cuplé  | Guanyador |
| 1972 | Millor fotografia          | Labor de conjunt | Guanyador |

| Premis Goya   | Acadèmia de Cinema Espanyola |
| ------------- | ---------------------------- |
| I Premis Goya | Goya d'Honor                 |